# Győző Halmos
Győző Halmos, właśc. Győző Háberfeld, później Békési (ur. 13 czerwca 1889 w Budapeszcie, zm. w 1945 w obozie koncentracyjnym Mauthausen-Gusen) – węgierski gimnastyk, medalista olimpijski.
Uczestniczył w rywalizacji na V Letnich Igrzyskach olimpijskich rozgrywanych w Sztokholmie w 1912 roku. Wystartował tam w jednej konkurencji gimnastycznej. W wieloboju drużynowym w systemie standardowym, z wynikiem 45,45 punktu, zajął z drużyną drugie miejsce, przegrywając jedynie z drużyną włoską.
Reprezentował barwy budapesztańskiego klubu Ferencvárosi TC.
Zginął wraz z rodziną w obozie koncentracyjnym.